# McLaren F1 GTR
McLaren F1 GTR – supersamochód segmentu F produkowany przez brytyjską markę McLaren Automotive w latach 1995 - 1997.

## Historia i opis modelu

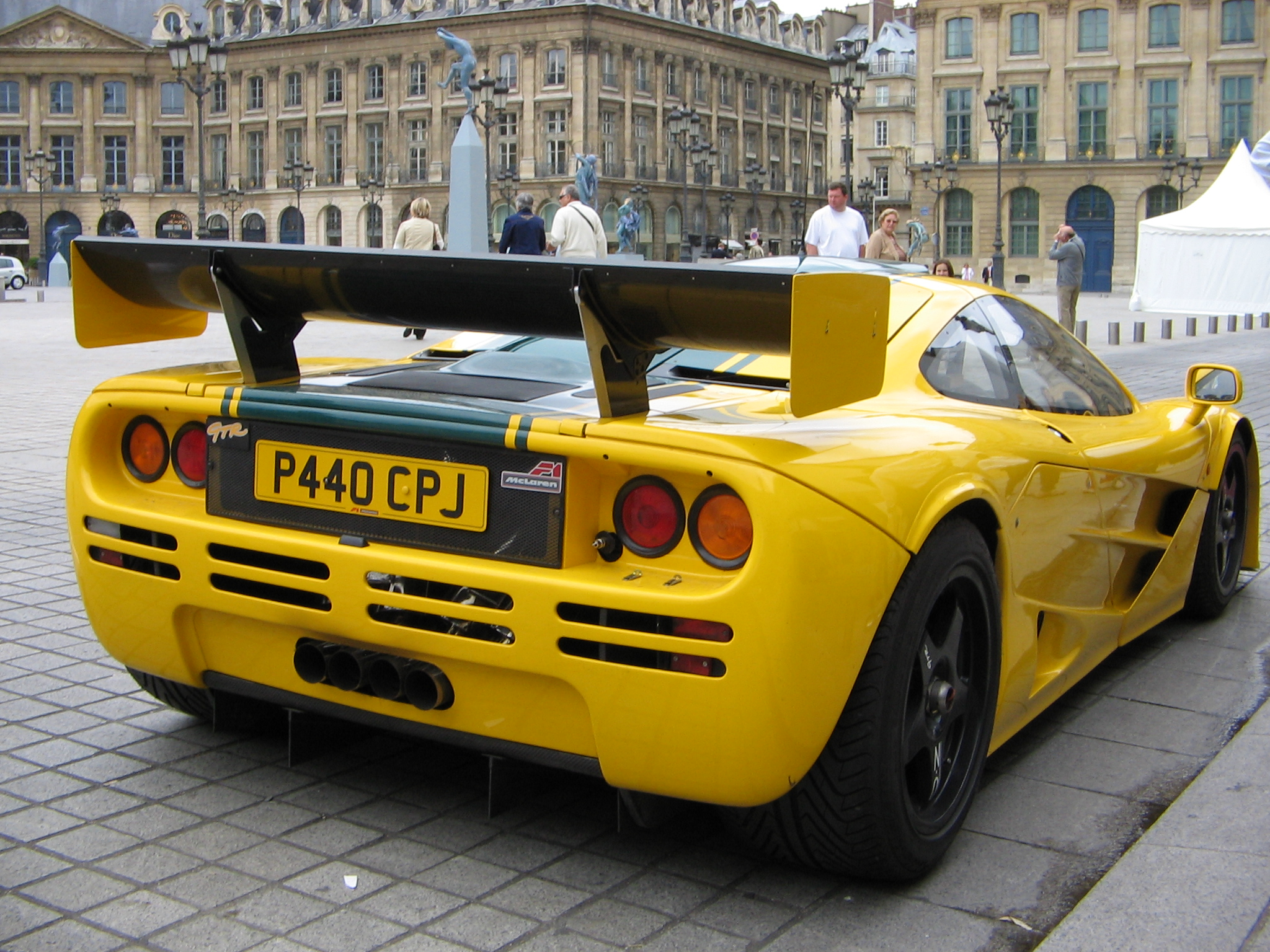
McLaren F1 GTR - tył

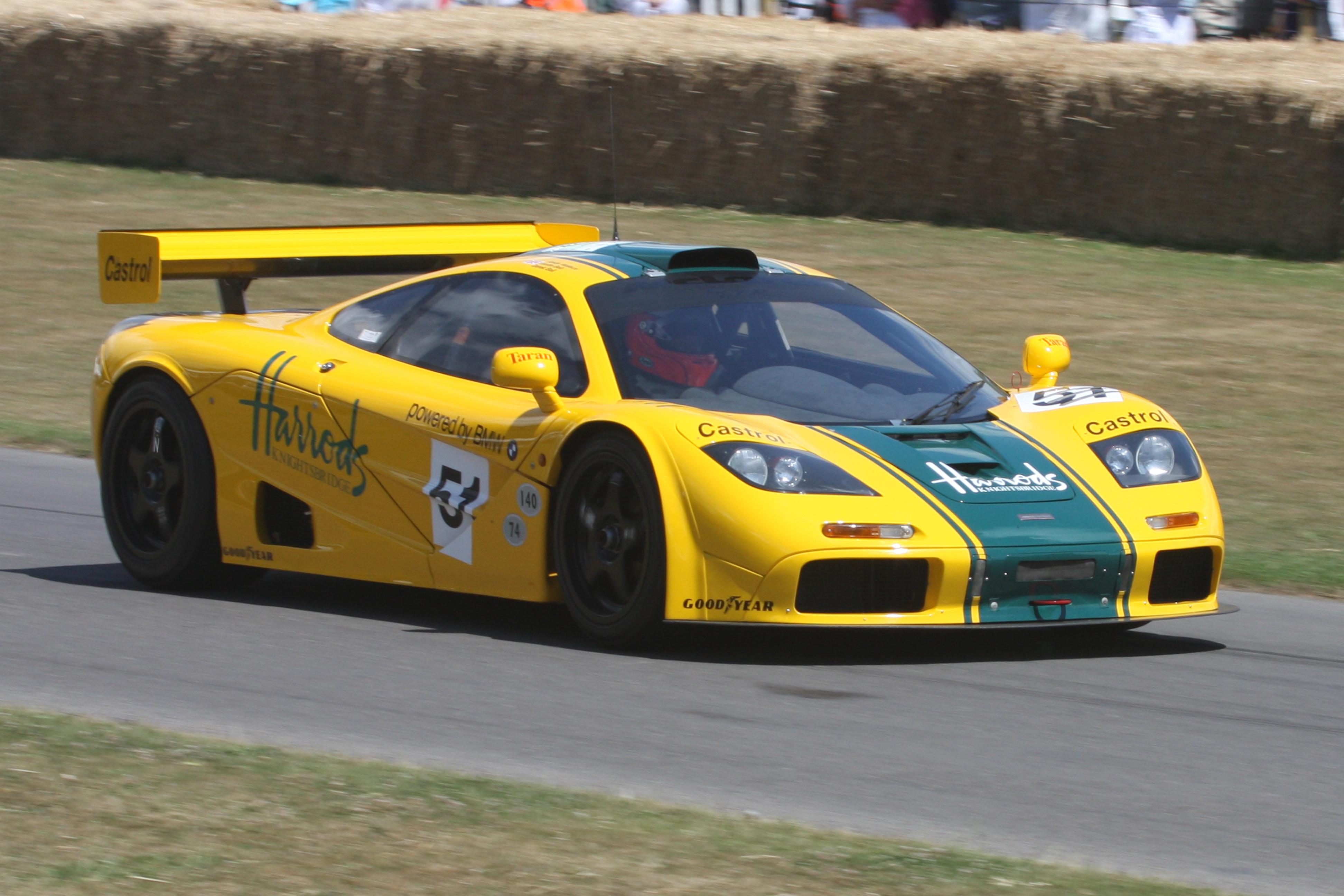
McLaren F1 GTR Race

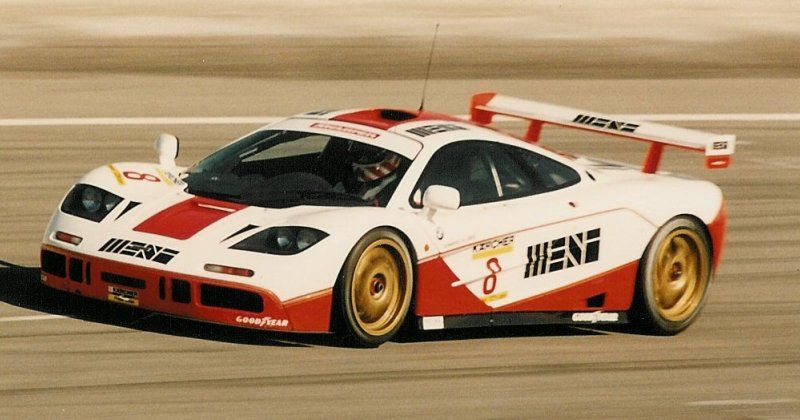
McLaren F1 GTR Race

Ze 100 sztuk McLarenów F1, 28 to F1 GTR. Waga waha się od 915 do 970 kg. Do napędu użyto jednostki V12 pochodzącej od BMW. Moc maksymalna jednostki napędowej jest określana na od 600 do 680 KM. Kilka sztuk po przerobieniu otrzymało homologację drogową.

### McLaren F1 GTR '95
Przepisy ograniczające moc w 1995 roku skutecznie stłumiły wersję 627-konną i mogła ona rozwijać tylko 600 KM.

### McLaren F1 GTR '96
Wersja McLarena F1 GTR z 1996 osiąga moc 627 KM przy 7400 obr./min. Do napędu wersji '96 użyto jednostki typu V12 6,1 l pochodzącej od BMW. Jednostka wyposażona jest w układ 48 zaworów (4 zawory na każdy cylinder). Prędkość maksymalna pojazdu to 370 km/h (230 mph). Masa pojazdu wynosi 1120 kg. We wnętrzu zamontowano 3 siedzenia. Napęd przenoszony jest na tylne koła.  

### McLaren F1 GTR '97
Wersja McLaren F1 GTR '97 osiąga moc maksymalną 680 KM przy 7300 obr./min. Do napędu wersji '97 użyto jednostki typu V12 6,0 l pochodzącej od BMW. Zwiększono w nim prędkość maksymalną z 370 km/h (230 mph) do 386 km/h (240 mph). Wagę pojazdu określa się na 915 kg. Wysokość to 1120 mm, długość 4924 mm, a szerokość 1920 mm. Istnieje również wydłużona wersja pojazdu McLaren F1 GTR Long Tail, która powstała w liczbie 10 sztuk.